# Reichstag zu Worms (1140)
Der Reichstag zu Worms 1140 war eine Reichsversammlung in Worms unter König Konrad III. Es war der zweite Aufenthalt von insgesamt fünf Aufenthalten des Königs in Worms. Sie begann am 2. Februar 1140. Das Hauptanliegen, der Streit mit der sächsischen Opposition, konnte nicht behandelt werden, da die sächsischen Fürsten nicht erschienen.

## Vorgeschichte
Im Streit um das Herzogtum Sachsen konnte sich Heinrich der Stolze – der sich in Opposition gegen Konrad III. befand – 1139 gegen Albrecht den Bären – den der König eingesetzt hatte – behaupten. Im August 1139 standen sich die Heere beim thüringischen Creuzburg an der Werra kampfbereit gegenüber. Die Schlacht aber wurde vermieden, da Erzbischof Albero von Trier und der böhmische Herzog Soběslav I. einen vorläufigen Ausgleich vermittelten. Eine endgültige Lösung wurde für die nächste Reichsversammlung in Aussicht genommen. Heinrich der Stolze starb jedoch unerwartet am 20. Oktober 1139, was aber den Konflikt nicht beendete. Sein Sohn, Heinrich der Löwe, erhob Anspruch auf das Herzogtum Sachsen und der Bruder des Verstorbenen, Welf VI., forderte das Herzogtum Baiern.
Um an den Verhandlungen in Worms teilnehmen zu können, ohne dort festgenommen zu werden, forderten die sächsischen Fürsten von König Konrad III., dass er ihnen für den Besuch der Reichsversammlung freies Geleit gewähre. Das aber lehnte Konrad III. ab. Damit war zwar klar, dass die Sachsen nicht in Worms erscheinen würden, verschaffte dem König aber den taktischen Vorteil, dass sie damit gegen die Regel verstießen, dass einer solchen Einladung zu einer Reichsversammlung zu folgen war. Sie setzten sich damit ins Unrecht und ermöglichten dem König mit einer zweiten Vorladung ein Verfahren wegen Ungehorsam gegen sie zu eröffnen.

## Inhalt
Zu dem Inhalt der Verhandlungen – nachdem der Hauptpunkt mehr oder weniger entfallen war – ist wenig bekannt. Überwiegend wurden auf oder während der Reichsversammlung Privilegien bestätigt und Schlichtungen von Rechtsstreitigkeiten beurkundet. In der sächsischen Angelegenheit wurde der formale Weg eingehalten und die ferngebliebenen sächsischen Adeligen erhielten eine zweite Ladung, diesmal für den 21. April 1140 nach Frankfurt.
Ein herausragendes Ereignis der Reichsversammlung in Worms war die Belehnung des 12-jährigen Landgrafen Ludwig II. von Thüringen mit seinem Reichslehen. Sein Vater, Ludwig I. von Thüringen, war erst im Vorjahr in das Lager des Königs gewechselt und nur wenige Wochen zuvor, am 12. Januar 1140 gestorben. Weiter wurde Ludwig II. in Worms mit der 6-jährigen Nichte von König Konrad III., Jutta, verlobt. Die Ehe wurde zehn Jahre später tatsächlich geschlossen.

## Teilnehmer
Ausweislich der Zeugenlisten der Urkunden, die der König in dieser Zeit in Worms ausstellte, war die Reichsversammlung – trotz Fehlens der sächsischen Opposition – sehr gut besucht:
- Erzbischof Adalbert von Mainz
- Erzbischof Albero von Trier
- Bischof Embricho von Würzburg
- Bischof Siegfried von Speyer
- Bischof Burchard II. (Bucco) von Worms
- Bischof Gebhard von Straßburg
- Bischof Bernhard I. von Paderborn
- Bischof Hermann von Konstanz
- Bischof Konrad von Chur
- Bischof Rudolf von Halberstadt
- Bischof Gebhard von Eichstätt
- Bischof Egilbert von Bamberg
- Bischof Stephan von Metz
- Bischof Albero von Lüttich
- Bischof Udo von Osnabrück
- Bischof Udo I. von Naumburg-Zeitz
- Bischof Anselm von Havelberg
- Abt Wibald der Reichsabtei Stablo-Malmedy
- Abt Albert der Zisterzienserabtei Pforte (Pforta)
- Dompropst Heinrich von Mainz
- Herzog Friedrich II. von Schwaben und Elsass
- Herzog Albrecht von Sachsen
- Herzog Gottfried VII. von Niederlothringen
- Pfalzgraf Wilhelm bei Rhein
- Landgraf Ludwig II. von Thüringen
- Markgraf Hermann von Baden
- Markgraf Diepold von Vohburg
- Graf Gebhard III. von Sulzbach
- Graf Heinrich von Luxemburg und Namur
- Graf Emicho III. von Leiningen
- Graf Konrad von Kirchberg
- Graf Emicho von Kirchberg (Bruder des vorgenannten)
- Graf Heinrich II. von Katzenelnbogen
- Graf Gerlach I. von Veldenz
- Graf Siegfried von Ruringen
- Graf Simon I. von Saarbrücken
- Graf Poppo (ohne Nennung der Familie[Anm. 3])
- Graf Berthold (ohne Nennung der Familie[Anm. 4])

## Wissenswert
Vielleicht noch während der Reichsversammlung und in Worms starb am 13. Februar 1140 Pfalzgraf Wilhelm bei Rhein.